# Henri-Désiré Takizala
Henri-Désiré Takizala (Alternativname zwischen 1972 und 1997: Takizala Luyanu Mwis Mbingin; * 5. August 1936 in Lundu, Belgisch-Kongo, heute: Provinz Kwilu, Demokratische Republik Kongo; † 22. Dezember 2000 in Brüssel) war ein Politiker in der Demokratischen Republik Kongo und später in Zaire.

## Leben
Henri-Désiré Takizala wurde am 18. Januar 1966 Gouverneur der Provinz Kwilu und bekleidete diese Funktion bis zum 25. April 1966. Im Anschluss übernahm er am 25. April 1966 den Posten als Gouverneur der Provinz Bandundu, den er bis zu seiner Ablösung am 3. Januar 1967 durch François Luakabwanga innehatte. Er selbst löste daraufhin am 3. Januar 1967 Jonas Mukamba als Gouverneur der Provinz Kasaï-Oriental ab und verblieb in dieser Funktion bis zum 9. August 1968, woraufhin Bernard Ndebo seine Nachfolge antrat. Am 9. August 1968 übernahm er von Léon Engulu den Posten als Gouverneur der Provinz Kivu und war dort bis zu seiner Ablösung am 5. August 1969 durch Barthélemy Mukenge eingesetzt. Daraufhin trat er am 5. August 1969 die Nachfolge von Édouard Bulundwe als Gouverneur der Provinz Équateur an und verblieb in dieser Verwendung bis zum 23. Dezember 1970, worauf Oscar Ngoma sein Nachfolger wurde. Im Anschluss war er als Nachfolger von Léon Engulu von 1970 bis zu seiner Ablösung durch Daniel Monguya Mbenge 1972 Gouverneur der Provinz Katanga.
Nach der Umbenennung der Demokratischen Republik Kongo in Zaire am 27. Oktober 1971 durch Präsident Mobutu Sese Seko und der damit verbundenen Afrikanisierung des Landes, legte Henri-Désiré Takizala im Februar 1972 seine christlichen Vornamen ab und führte anschließend den Namen Takizala Luyanu Mwis Mbingin. Zugleich wurde er am 24. Februar 1972 als Nachfolger des bisherigen Gouverneurs Daniel Monguya Mbenge neuer Kommissar der Provinz Kasaï-Occidental und übte diese Funktion bis zum 19. März 1974 aus, woraufhin Ngoma Ntoto Bwangi sein Nachfolger wurde.
1974 wurde Takizala erstmals in eine Regierung Zaires berufen und bekleidete bis 1977 den Posten als Minister für öffentliche Arbeiten. Im Anschluss wurde er in der Regierung des Ersten Staatskommissars (Ministerpräsident) Mpinga Kasenda 1977 Staatskommissar (Minister) für Bergbau und bekleidete dieses bis 1984 auch in den nachfolgenden Regierungen der Ersten Staatskommissare Bo-Boliko Lokonga Monse Mihambo, Nguza Karl-I-Bond, Joseph N’singa Udjuu Ongwabeki Untubu sowie Kengo Wa Dondo. In der Regierung von Kengo Wa Dondo war er nach einer Kabinettsumbildung zwischen 1984 und 1985 Staatskommissar für höhere Bildung und wissenschaftliche Forschung sowie kurzzeitig 1985 Staatskommissar für Mobilisierung, Propaganda und politische Aktionen. Zuletzt fungierte er zwischen 1988 und 1990 in der zweiten Regierung des Ersten Staatskommissars Kengo Wa Dondo als Staatskommissar für Landwirtschaft.